# Lipperreihe
Lipperreihe är en Ortsteil i Oerlinghausen i det tyska förbundslandet Nordrhein-Westfalen. Lipperreihe, som är beläget norr om Teutoburgerskogen, blev en del av Oerlinghausen den 1 januari 1969.